# Дискографія Шона Мендеса
Канадський співак і автор пісень Шон Мендес випустив два студійні альбоми, один мініальбом і сім синглів (в тому числі один, як запрошений співак).
Музичний менеджер Ендрю Гертлер помітив Мендеса, і в січні 2014 року ним зацікавився лейбл Island Records та після підписання контракту з лейблом він випустив свій перший сингл «Life of the Party» в червні 2014 року. Він став наймолодшим дебютантом топ-25 американського чарту Billboard Hot 100. Його дебютний альбом Handwritten (2015), дебютував очоливши чарт Billboard 200, отримавши 119.000 альбомно-еквівалентних одиниць, та за перший тиждень було продано 106.000 його копій. «Something Big» вийшла як другий сингл альбому 7 листопада 2014 року, і зрештою досягла 80 сходинки в чарті. Третій сингл з альбому, «Stitches», піднявся до четвертого номера чарту Billboard Hot 100, ставши його синглом в першій десятці хіт-параду США. 18 листопада 2015 Мендес і Каміла Кабелло, яка була у той час учасницею групи Fifth Harmony, випустили спільний сингл «I Know What You Did Last Summer». Пісня увійшла до перевидання альбому Handwritten. Мендес випустив свій другий студійний альбом Illuminate у 2016 році, який дебютував під першим номером в чарті Billboard 200, отримавши 145,000 альбомно-еквівалентних одиниць, та за перший тиждень було продано 121,000 копій альбому.

## Альбоми

### Студійні альбоми
| Назва       | Подробиці                                                                                   | Найвища позиція в чарті | Найвища позиція в чарті | Найвища позиція в чарті | Найвища позиція в чарті | Найвища позиція в чарті | Найвища позиція в чарті | Найвища позиція в чарті | Найвища позиція в чарті | Найвища позиція в чарті | Найвища позиція в чарті | Сертифікації | Продажі                         |
| Назва       | Подробиці                                                                                   | CAN                     | AUS                     | DEN                     | IRE                     | ITA                     | NOR                     | NZ                      | SWE                     | UK                      | US                      | Сертифікації | Продажі                         |
| ----------- | ------------------------------------------------------------------------------------------- | ----------------------- | ----------------------- | ----------------------- | ----------------------- | ----------------------- | ----------------------- | ----------------------- | ----------------------- | ----------------------- | ----------------------- | --- | ------------------------------- |
| Handwritten | - Вийшов: 14 квітня 2015 - Лейбл: Island Records - Формат: CD, цифрове завантаження, вініл  | 1                       | 18                      | 2                       | 11                      | 10                      | 1                       | 18                      | 4                       | 12                      | 1                       | - MC: Платиновий - BPI: Золотий - IFPI DEN: Платиновий - IFPI NOR: Платиновий - IFPI SWE: Платиновий - RIAA: Платиновий | - Канада: 90,000 - США: 391,000 |
| Illuminate  | - Вийшов: 23 вересня 2016 - Лейбл: Island Records - Формат: CD, цифрове завантаження, вініл | 1                       | 3                       | 1                       | 1                       | 3                       | 1                       | 2                       | 1                       | 3                       | 1                       | - BPI: Золотий - IFPI DEN: Платиновий - IFPI NOR: Золотий - IFPI SWE: Платиновий - RIAA: Золотий                        |                                 |

### Перевидання
| Назва                 | Подробиці                                                                                      | Сертифікація        |
| --------------------- | ---------------------------------------------------------------------------------------------- | ------------------- |
| Handwritten Revisited | - Вийшов: 20 листопада 2015 - Лейбл: Island Records - Формат: CD, CD+DVD, цифрове завантаження | - IFPI DEN: Золотий |

### Концертні альбоми
| Назва                         | Подробиці                                                                       | Найвища позиція в чарті |
| Назва                         | Подробиці                                                                       | US                      |
| ----------------------------- | ------------------------------------------------------------------------------- | ----------------------- |
| Live at Madison Square Garden | - Вийшов: 23 грудня 2016 - Лейбл: Island Records - Формат: Цифрове завантаження | 200                     |

## Мініальбоми
| Назва               | Подробиці                                                                          | Найвища позиція в чарті | Найвища позиція в чарті | Найвища позиція в чарті | Продажі        |
| Назва               | Подробиці                                                                          | CAN                     | NZ                      | US                      | Продажі        |
| ------------------- | ---------------------------------------------------------------------------------- | ----------------------- | ----------------------- | ----------------------- | -------------- |
| The Shawn Mendes EP | - Вийшов: 28 липня 2014 - Лейбл: Island Records - Формат: CD, цифрове завантаження | 5                       | 36                      | 5                       | - США: 103,000 |

## Сингли

### Як провідний виконавець
| Назва                                                                 | Рік  | Найвища позиція в чарті | Найвища позиція в чарті | Найвища позиція в чарті | Найвища позиція в чарті | Найвища позиція в чарті | Найвища позиція в чарті | Найвища позиція в чарті | Найвища позиція в чарті | Найвища позиція в чарті | Найвища позиція в чарті | Сертифікації | Альбом                |
| Назва                                                                 | Рік  | CAN                     | AUS                     | DEN                     | IRE                     | ITA                     | NOR                     | NZ                      | SWE                     | UK                      | US                      | Сертифікації | Альбом                |
| --------------------------------------------------------------------- | ---- | ----------------------- | ----------------------- | ----------------------- | ----------------------- | ----------------------- | ----------------------- | ----------------------- | ----------------------- | ----------------------- | ----------------------- | --- | --------------------- |
| «Life of the Party»                                                   | 2014 | 9                       | —                       | —                       | 34                      | —                       | —                       | 6                       | 37                      | 99                      | 24                      | - MC: 2× Платиновий - IFPI NOR: Платиновий - IFPI SWE: Платиновий - RIAA: Платиновий - RMNZ: Золотий | Handwritten           |
| «Something Big»                                                       | 2014 | 11                      | —                       | —                       | —                       | —                       | —                       | —                       | —                       | 109                     | 80                      | - MC: Платиновий - RIAA: Платиновий | Handwritten           |
| «Stitches»                                                            | 2015 | 10                      | 4                       | 2                       | 2                       | 2                       | 2                       | 5                       | 2                       | 1                       | 4                       | - MC: 2× Платиновий - ARIA: 5× Платиновий - BPI: 2× Платиновий - FIMI: 5× Платиновий - IFPI DEN: 3× Платиновий - IFPI NOR: 4× Платиновий - IFPI SWE: 7× Платиновий - RIAA: 4× Платиновий - RMNZ: 2× Платиновий | Handwritten           |
| «I Know What You Did Last Summer» (з Камілою Кабелло)                 | 2015 | 19                      | 33                      | 21                      | 42                      | 53                      | 18                      | —                       | 24                      | 42                      | 20                      | - MC: Платиновий - ARIA: Платиновий - BPI: Срібний - FIMI: Золотий - IFPI DEN: Золотий - IFPI NOR: Платиновий - IFPI SWE: Платиновий - RIAA: Платиновий - RMNZ: Золотий                                        | Handwritten Revisited |
| «Treat You Better»                                                    | 2016 | 7                       | 4                       | 4                       | 8                       | 7                       | 7                       | 11                      | 4                       | 6                       | 6                       | - MC: Платиновий - ARIA: 3× Платиновий - BPI: Платиновий - FIMI: 3× Платиновий - IFPI DEN: Платиновий - IFPI NOR: 3× Платиновий - IFPI SWE: 4× Платиновий - RIAA: 3× Платиновий - RMNZ: Золотий                | Illuminate            |
| «Mercy»                                                               | 2016 | 22                      | 13                      | 7                       | 17                      | 17                      | 16                      | 18                      | 20                      | 15                      | 15                      | - ARIA: 2× Платиновий - BPI: Золотий - FIMI: 2× Платиновий - IFPI DEN: 2× Платиновий - IFPI NOR: 2× Платиновий - IFPI SWE: 2× Платиновий - RIAA: 2× Платиновий - RMNZ: Золотий                                 | Illuminate            |
| «There's Nothing Holdin' Me Back»                                     | 2017 | 15                      | 6                       | 5                       | 3                       | 24                      | 15                      | 10                      | 11                      | 4                       | 32                      | | Illuminate            |
| «—» реліз не потрапив до чарту, або не виходив на вказаній території. |      |                         |                         |                         |                         |                         |                         |                         |                         |                         |                         | |                       |

### Як запрошений виконавець
| Назва                                                               | Рік  | Найвища позиція в чарті | Найвища позиція в чарті | Найвища позиція в чарті | Найвища позиція в чарті | Сертифікація   | Альбом         |
| Назва                                                               | Рік  | AUS                     | IRE                     | NZ                      | UK                      | Сертифікація   | Альбом         |
| ------------------------------------------------------------------- | ---- | ----------------------- | ----------------------- | ----------------------- | ----------------------- | -------------- | -------------- |
| «Oh Cecilia (Breaking My Heart)» (The Vamps за участі Шона Мендеса) | 2014 | 46                      | 42                      | 13                      | 9                       | - BPI: Срібний | Meet the Vamps |

### Промо-сингли
| «A Little Too Much»                                                   | 2015 | 74 | — | —  | 119 | 94 | Handwritten |
| «Never Be Alone»                                                      | 2015 | 49 | — | —  | —   | —  | Handwritten |
| «Kid in Love»                                                         | 2015 | 69 | — | —  | —   | —  | Handwritten |
| «Believe»                                                             | 2015 | —  | — | —  | —   | —  | Спадкоємці  |
| «Ruin»                                                                | 2016 | 68 | — | —  | —   | —  | Illuminate  |
| «Three Empty Words»                                                   | 2016 | —  | — | —  | —   | —  | Illuminate  |
| «Don't Be a Fool»                                                     | 2016 | —  | — | 82 | —   | —  | Illuminate  |
| «—» реліз не потрапив до чарту, або не виходив на вказаній території. |      |    |   |    |     |    |             |

## Інші пісні, що потрапили в чарти
| «The Weight»                                                          | 2014 | 76 | —  | — | —  |                        | Handwritten |
| «Air» (за участі Astrid S)                                            | 2015 | —  | 40 | — | —  | - IFPI NOR: Платиновий | Handwritten |
| «No Promises»                                                         | 2016 | 68 | —  | — | 84 |                        | Illuminate  |
| «Honest»                                                              | 2016 | —  | —  | — | —  |                        | Illuminate  |
| «—» реліз не потрапив до чарту, або не виходив на вказаній території. |      |    |    |   |    |                        |             |

## Музичні відео
| Назва                                                               | Рік                 | Режисер             |                     |
| Як провідний артист                                                 | Як провідний артист | Як провідний артист | Як провідний артист |
| ------------------------------------------------------------------- | ------------------- | ------------------- | ------------------- |
| «Something Big»                                                     | 2014                | Джон Джон Огаставо  |                     |
| «A Little Too Much»                                                 | 2015                | Блейр Еллестад      |                     |
| «Never Be Alone»                                                    | 2015                | Джон Джон Огаставо  |                     |
| «Life of the Party»                                                 | 2015                | Джон Джон Огаставо  |                     |
| «Aftertaste»                                                        | 2015                | Джон Джон Огаставо  |                     |
| «Stitches»                                                          | 2015                | Джей Мартін         |                     |
| «Believe»                                                           | 2015                | Джастін Френсіс     |                     |
| «I Know What You Did Last Summer» (з Камілою Кабелло)               | 2015                | Раян Паллотта       |                     |
| «Treat You Better»                                                  | 2016                | Раян Паллотта       |                     |
| «Ruin»                                                              | 2016                | Раян Паллотта       |                     |
| «Mercy»                                                             | 2016                | Джей Мартін         |                     |
| Як запрошений співак                                                |                     |                     |                     |
| «Oh Cecilia (Breaking My Heart)» (The Vamps за участі Шона Мендеса) | 2014                | Френк Борин         |                     |

## Виноски
1. ↑  "I Know What You Did Last Summer" не увійшов до чарту NZ Top 40 Singles Chart[en], але посів першу сходинку чарту NZ Heatseekers Singles Chart.[38]
2. ↑  "Never Be Alone" не увійшов до чарту Billboard Hot 100, але посів 8 сходинку чарту Bubbling Under Hot 100 Singles.[62]
3. ↑  "Don't Be a Fool" не увійшов до чарту NZ Top 40 Singles Chart, але посів 7 сходинку чарту NZ Heatseekers Singles Chart.[63]
4. ↑  "Don't Be a Fool" не увійшов до Billboard Hot 100, але посів 16 сходинку чарту Bubbling Under Hot 100 Singles.[62]
5. 1 2  «No Promises» і «Honest» не увійшли до чарту NZ Top 40 Singles Chart, але посіли сому та восьму сходинки, відповідно, чарту NZ Heatseekers Singles Chart.[64]